# Mannschaftsheim
Das Mannschaftsheim, manchmal auch Mannheim abgekürzt, ist eine gastronomische Einrichtung in der Kaserne für alle Mannschaftsdienstgrade und zivilen Mitarbeiter der Bundeswehr.

## Nutzung
In den Mannschaftsheimen wird die gastronomische Betreuung und Versorgung der Soldaten und zivilen Arbeitnehmer der Bundeswehr sichergestellt. Mannschaften, Unteroffiziere und Zivilbedienstete können in den Kantinen kostengünstig Speisen und Getränke sowie Waren des täglichen Bedarfs (Zeitungen, Zahncreme, Rasierer, Shampoo etc.) kaufen. In den meisten Mannschaftsheimen stehen Fernsehgeräte und Internetzugänge zur Verfügung.

## Betrieb
Mannschaftsheime werden von privaten Pächtern betrieben. Diese privaten Pächter waren bis zum 31. Dezember 2021 unter dem Dach der Heimbetriebsgesellschaft mbH & Co. KG (HBG) in Bonn organisiert. Die Zusammenarbeit wurde vom Bundesministerium der Verteidigung nicht verlängert.